# Erythrina rubrinervia
Erythrina rubrinervia är en ärtväxtart som beskrevs av Carl Sigismund Kunth. Erythrina rubrinervia ingår i släktet Erythrina och familjen ärtväxter. Inga underarter finns listade i Catalogue of Life.